# Sapayoa à bec large
Sapayoa aenigma
Famille
Genre
Espèce
Répartition géographique
Statut de conservation UICN

 LC  : Préoccupation mineure
Le Sapayoa à bec large (Sapayoa aenigma) est une espèce d'oiseaux, la seule du genre Sapayoa et de la famille des Sapayoidae (ordre des Passeriformes. Le genre Sapayoa étant anciennement placé dans les Eurylaimidae.

## Répartition
On trouve cette espèce de l'Est du Panama jusqu'au Nord-Ouest de l'Équateur.

## Description
L'holotype de Sapayoa aenigma, un mâle, mesure 150 mm de longueur totale et ses ailes font 85 mm. Son dos est uniformément vert olive, son ventre est d'une teinte similaire mais plus jaunâtre.

## Position systématique
Traditionnellement considéré comme un membre aberrant de la famille des Pipridae, les tests d'hybridation de l'ADN suggéraient qu'il possède plus d'affinités avec les eurylaimidés qu'avec les autres familles de Tyranni. « Incertae sedis » dans la phylogénie de Sibley et Monroe, il est selon les auteurs, soit considéré comme appartenant à une famille particulière ou comme le seul représentant américain des eurylaimes.
La famille des Sapayoidae a été créée en 2006 par Martin Irestedt (d), Jan I. Ohlson (d), 
Dario Zuccon (d), Mari Källersjö (d) et Per G. P. Ericson (d),.

## Publications originales
- Famille des Sapayoidae :
  - (en) Martin Irestedt, Jan I. Ohlson, Dario Zuccon, Mari Källersjö et Per G. P. Ericson, « Nuclear DNA from old collections of avian study skins reveals the evolutionary history of the Old World suboscines (Aves, Passeriformes) », Zoologica Scripta, Wiley-Blackwell, vol. 35, no 6,‎ novembre 2006, p. 567-580 (ISSN 0300-3256 et 1463-6409, DOI 10.1111/J.1463-6409.2006.00249.X).
- Genre Sapayoa et espèce Sapayoa aenigma :
  - (en) Ernst Hartert, « On a Remarkable New Oligomyodian Genus and Species from Ecuador », Novitates Zoologicae, Londres, Walter Rothschild Zoological Museum, vol. 10,‎ 1903, p. 117-118 (ISSN 0950-7655, lire en ligne).